# NGC 2294
NGC 2294 је елиптична галаксија у сазвежђу Близанци која се налази на NGC листи објеката дубоког неба.
Деклинација објекта је + 33° 31' 37" а ректасцензија 6h 51m 11,2s. Привидна величина (магнитуда) објекта NGC 2294 износи 13,9 а фотографска магнитуда 14,9. NGC 2294 је још познат и под ознакама MCG 6-15-14, CGCG 175-21, IRAS 06478+3335, PGC 19729.